# 新帕爾茨
新帕爾茨（英語：New Paltz）是美國紐約州阿爾斯特縣的一個建制城鎮。2020年人口普查時人口為14,407人。該鎮位於該縣的東南部，县治金斯敦以南。新帕爾茲內部有一座村，也叫新帕爾茲。
新帕爾茨鎮由流亡至此的胡格諾派教徒於1678年建立，他們在遭受胡格诺战争中的迫害而逃離法國，經曼海姆移民至神圣罗马帝国普法爾茨，後来到美洲。新帕爾茨之名就來自普法爾茨地區的德語名Pfalz。城鎮的建立者獲得了總督的特許後，又從當地萊納佩人的埃索普斯部落購買了土地。在17世紀購買建城之前，白人殖民者通過征服，使埃索普斯部落被迫放棄了現在的阿爾斯特縣和沙利文縣的大部分土地。埃索普斯人使用這片土地換取白人的貨物。
現在的紐約州立大學新帕爾茨分校位於新帕爾茨。